# Lễ nhậm chức đầu tiên của Vladimir Putin

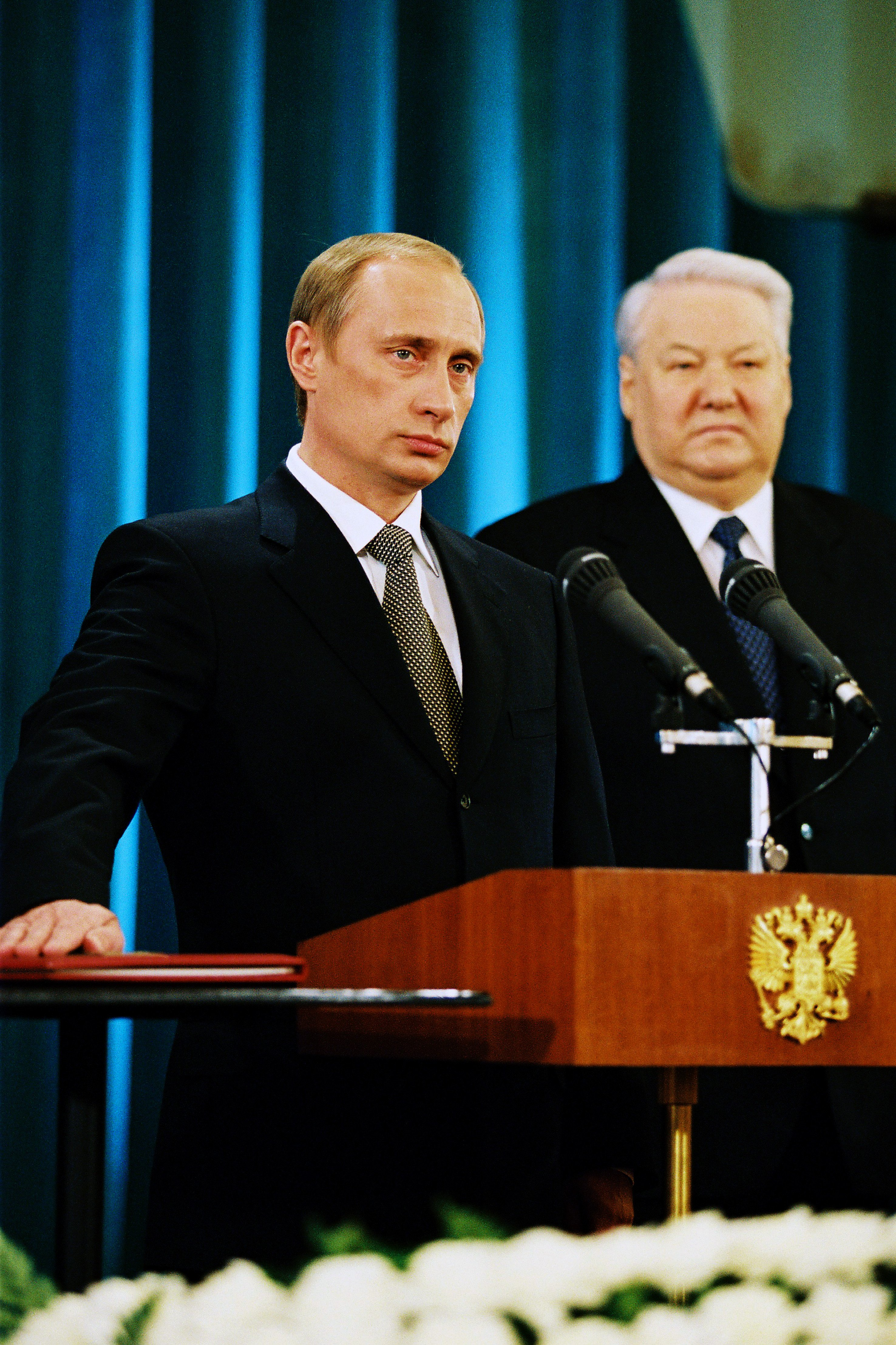
Tổng thống Vladimir Putin tuyên thệ nhậm chức lần đầu tiên vào ngày 7 tháng 5 năm 2000 tại Điện Kremlin ở Moskva

Lễ nhậm chức đầu tiên của Vladimir Putin (tiếng Nga: Инаугурация Владимира Путина; tiếng Anh: First inauguration of Vladimir Putin) diễn ra vào Chủ Nhật, ngày 7 tháng 5 năm 2000. Sự kiện trọng thể này diễn ra sau khi ông Putin đắc cử trong cuộc bầu cử tổng thống Nga vào tháng 3 cùng năm 2000. Buổi lễ được tổ chức lần đầu tiên tại Điện Kremlin và kéo dài đúng một giờ. Buổi lễ được tổ chức long trọng tại Sảnh Andreevsky của Đại Cung Kremlin. Lễ nhậm chức lần đầu tiên của Tổng thống Vladimir Putin là một sự kiện lịch sử quan trọng, mở ra một chương mới trong lịch sử nước Nga thời hậu Xô Viết và đánh dấu sự khởi đầu của một kỷ nguyên mà Putin sẽ nắm giữ quyền lực trong nhiều thập kỷ tới và mở ra giai đoạn phát triển mới của nước Nga, cũng như đánh dấu một thời kỳ hoàn toàn mới cho lịch sử Nga.

## Diễn biến

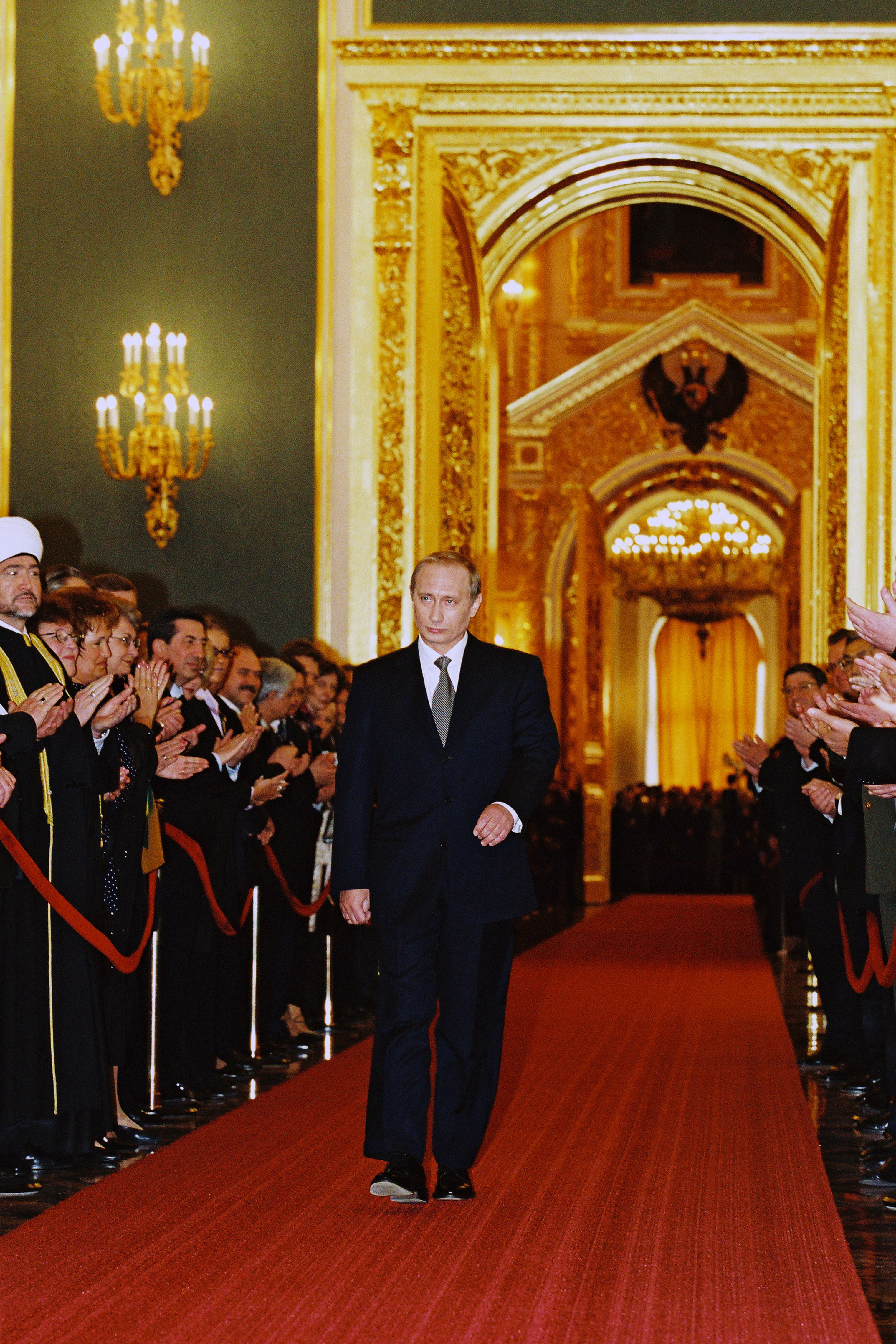
Ông Putin đĩnh đặc bước vào đại sảnh trong lễ nhậm chức lần đầu

Buổi lễ nhậm chức đầu tiên của ông Putin chứng kiến sự tham dự của hơn 1.400 người. Buổi lễ trang trọng này có sự hiện diện của hàng trăm quan chức cấp cao, các nhà lập pháp, thẩm phán Tòa án Hiến pháp, các nhà lãnh đạo tôn giáo, đại diện ngoại giao và các nhân vật quan trọng khác. Mặc dù tại thời điểm diễn ra buổi lễ, ông Boris Yeltsin đã là cựu tổng thống (từ chức vào ngày 31 tháng 12 năm 1999), ông vẫn được mời chính thức với tư cách là khách mời, nhưng đã tham gia buổi lễ với tư cách là tổng thống sắp mãn nhiệm. Nhiều người nhận định, việc ủng hộ ông Putin lên làm Tổng thống Nga là một trong những quyết sách nổi bật nhất và mang đậm dấu ấn của ông Yeltsin trong nhiệm kì. Ban đầu, buổi lễ được lên kế hoạch diễn ra tại Cung điện Kremlin, nhưng Putin đã yêu cầu chuyển nó đến Đại Cung Cẩm Linh. 
Buổi lễ bắt đầu với việc Quyền Tổng thống Vladimir Putin tiến vào Sảnh Andreevsky trong tiếng quân nhạc, ông ta bước đi đĩnh đạc, lạnh lùng, nghiêm nghị, dáng đi rất đặc biệt, một tay vung đều, còn một tay hầu như lúc nào cũng giữ nguyên tư thế buông xuống dưới, được cho là dáng đi "đặc trưng KGB". Ông bước lên bục danh dự, nơi đặt bản sao đặc biệt của cuốn Hiến pháp Nga và biểu tượng quyền lực của Tổng thống. Thủ tướng Chính phủ Nga lúc bấy giờ là ông Mikhail Kasyanov (người được Putin bổ nhiệm sau đó và cũng sau này chính là đối thủ chính trị đáng gờm của ông Putin), đã trình bày bản báo cáo chính thức về kết quả bầu cử trước các quan khách tham dự. Chủ tịch Tòa án Hiến pháp Nga chủ trì lễ tuyên thệ. Đội danh dự của Điện Kremlin mang Hiến pháp Nga tới lễ nhậm chức của Tổng thống Putin để làm lễ. 
Lễ tuyên thệ bắt đầu, Tổng thống Vladimir Putin đặt tay lên bản Hiến pháp Nga và đọc lời tuyên thệ nhậm chức: "Tôi thề, khi thực hiện quyền hạn của Tổng thống Liên bang Nga, sẽ tôn trọng và bảo vệ quyền và tự do của con người và công dân, tuân thủ và bảo vệ Hiến pháp Liên bang Nga, bảo vệ chủ quyền và độc lập, an ninh và sự toàn vẹn lãnh thổ của Nhà nước, phục vụ tận tụy nhân dân". Sau phần tuyên thệ, ông Putin nêu rõ: "Tôi hiểu rằng tôi đã nhận một trách nhiệm to lớn và tôi biết rằng ở nước Nga, nguyên thủ quốc gia đã, đang và sẽ luôn là người chịu trách nhiệm về mọi công việc của đất nước". Sau khi tuyên thệ, Tổng thống Boris Yeltsin đã trao lại biểu tượng quyền lực Tổng thống cho Vladimir Putin. Khoảnh khắc này mang tính biểu tượng cao, thể hiện sự chuyển giao quyền lực một cách hòa bình và hợp pháp và thể hiện sự thoái ẩn của thế hệ lãnh đạo già cỗi nhường chỗ cho thế hệ lãnh đạo mới của nước Nga. 
Ông Vladimir Putin sau đó đã có bài phát biểu đầu tiên với tư cách là Tổng thống. Trong bài phát biểu này, ông đã nhấn mạnh tầm quan trọng của việc đoàn kết dân tộc, xây dựng một nước Nga hùng mạnh và thịnh vượng, đồng thời bày tỏ sự tôn trọng đối với lịch sử và truyền thống của đất nước. Ông Yeltsin trao lại Huy hiệu Tổng thống tới tay người kế nhiệm Vladimir Putin. Buổi lễ kết thúc với lễ duyệt binh của các lực lượng vũ trang Nga tại Quảng trường Nhà thờ trong khuôn viên Điện Kremlin, đánh dấu sự sẵn sàng phục vụ Tổng thống mới. Kết thúc buổi lễ, Boris Yeltsin và Vladimir Putin đã nhận lời chúc mừng. Khoảng 1.500 khách mời dự buổi lễ nhậm chức đầu tiên của ông Putin, trong đó có 448 nghị sĩ Duma Quốc gia (Hạ viện) Nga; 175 thành viên Hội đồng Liên bang (Thượng viện) Nga, 19 thẩm phán Tòa án Hiến pháp, các thành viên chính phủ, các cơ quan quyền lực nhà nước và đông đảo khách mời quốc tế. Sau buổi lễ nhậm chức chính thức, Tổng thống Putin và người tiền nhiệm Yeltsin cùng nhau bước ra khỏi sảnh Thánh Andrew, nơi ông Putin nghe báo cáo của chỉ huy Trung đoàn Tổng thống. Theo thông cáo của Điện Kremlin, phát biểu tại buổi lễ nhậm chức của ông Putin, cựu Tổng thống Nga Boris Yeltsin đã đề nghị người kế nhiệm mình xây dựng "một nước Nga mới trên nguyên tắc tự do và dựa vào thế hệ trẻ". Sự xuất hiện và nhanh chóng thăng tiến của ông Putin trên chính trường gây nhiều bất ngờ cho cả thế giới.

## Diễn văn
Toàn văn bài phát biểu nhậm chức lần đầu tiên của Tổng thống Nga Vladimir Putin:
| “ | Thưa các công dân Nga, thưa các bạn thân mến! Ngày hôm nay, tôi đang thưa chuyện với các bạn, chỉ với các bạn, bởi lẽ các bạn đã giao phó cho tôi chức vị cao nhất cả nước. Tôi hiểu rằng "ổng" đã gánh vác một trách nhiệm to lớn, và tôi biết rằng ở vị trí người đứng đầu nhà nước Nga, "ổng" luôn là và sẽ là người chịu trách nhiệm về mọi điều xảy ra trong đất nước này. Tổng thống đầu tiên của Nga, Boris Yeltsin, khi rời khỏi Điện Kremlin, hãy nhớ lấy điều đó, đã nói những lời mà nhiều người vẫn nhớ. Ông ấy đã nhắc lại điều đó hôm nay tại hội trường này: "Hãy chăm sóc nước Nga". Chính trong điều này, tôi nhận thấy nhiệm vụ quan trọng của Tổng thống. Việc hoàn thành nhiệm vụ này sẽ cần thời gian dài và sự cộng tác của các đồng nghiệp trong công việc, trong thực thi công vụ. Tôi cũng mong từ hành động yêu nước này sự giúp đỡ của các công dân Nga, của tất cả những ai trân trọng vận mệnh của Tổ quốc chúng ta. Hôm nay, tôi muốn cảm ơn những người ủng hộ tôi và tất cả những người đã bỏ phiếu cho tôi trong cuộc bầu cử. Các bạn đã ủng hộ những bước đi đầu tiên đã được hiện thực. Các bạn có thể tin rằng cùng nhau chúng ta có thể thay đổi cuộc sống của mình tốt đẹp hơn. Tôi vô cùng biết ơn các bạn vì điều đó. Nhưng tôi hiểu rằng sự ủng hộ của các bạn – nói chung đây chỉ là sự tin tưởng ban đầu dành cho người mới nắm quyền này và, lẽ tất nhiên, đối với tôi, người hôm nay nhậm chức Tổng thống của đất nước. Tôi nói chuyện với những người đã bỏ phiếu cho các ứng cử viên khác. Tôi tin chắc rằng các bạn đã bỏ phiếu cho tương lai chung của chúng ta, cho mục tiêu chung về một cuộc sống tốt đẹp hơn, cho một nước Nga mạnh mẽ và thịnh vượng. Mỗi chúng ta có trải nghiệm riêng, quan điểm riêng, nhưng chúng ta phải ở bên nhau, chúng ta có rất nhiều điều phải làm cùng nhau. Hôm nay thực sự là một ngày lịch sử, tôi muốn nhấn mạnh điều này một lần nữa. Thực tế, lần đầu tiên trong lịch sử đất nước chúng ta, trong lịch sử nước Nga, quyền lực tối cao trong đất nước đã được chuyển giao một cách dân chủ nhất, đơn giản nhất, bởi ý chí của nhân dân, một cách hợp pháp và hòa bình. Sự thay đổi quyền lực – luôn là một thử thách đối với hệ thống hiến pháp, một thử thách về sức mạnh của nó. Vâng, chúng ta không phải là lần thử thách đầu tiên, rõ ràng là không phải lần cuối cùng, nhưng đây là một thử thách, một cột mốc trong cuộc đời chúng ta mà chúng ta đã vượt qua một cách xứng đáng. Chúng ta đã chứng minh rằng Nga đang trở thành một nhà nước dân chủ hiện đại. Sự kế thừa quyền lực một cách hòa bình – một yếu tố thiết yếu của sự ổn định chính trị, điều mà chúng ta đã mơ ước cùng nhau, điều mà chúng ta đã khao khát, điều mà chúng ta đã tìm kiếm. Con đường đến một xã hội tự do không hề đơn giản và dễ dàng, trong lịch sử của chúng ta đã có những trang đầy bi kịch và những trang tươi sáng. Việc xây dựng một nhà nước dân chủ còn lâu mới hoàn thành, nhưng rất nhiều điều đã được thực hiện. Chúng ta phải trân trọng những thành tựu này, giữ gìn và phát triển nền dân chủ, để đảm bảo rằng quyền lực được nhân dân bầu ra làm việc vì lợi ích của họ, bảo vệ công dân Nga ở khắp mọi nơi trong đất nước chúng ta và cả ở nước ngoài, để phục vụ công chúng. Đây là một lập trường nguyên tắc, kiên định, tôi đã bảo vệ nó và có ý định bảo vệ nó trong dài hạn. Vì sự kiện trọng đại ngày hôm nay, chúng ta tập trung tại đây, ngay trong Điện Kremlin, một nơi linh thiêng đối với nhân dân chúng ta. Ở đây, trong Điện Kremlin – là sự hướng về của ký ức quốc gia chúng ta. Ở đây, trong những bức tường của Điện Kremlin, lịch sử hàng thế kỷ của đất nước chúng ta đã được xây đắp, và chúng ta không có quyền trở thành "Ivans, không nhớ đến dòng dõi". Chúng ta không được quên bất cứ điều gì, chúng ta cần biết lịch sử của mình, biết nó như vốn có, rút ra bài học từ nó, luôn nhớ đến những người đã tạo dựng nhà nước Nga, bảo vệ phẩm giá của nó, biến nó thành một nhà nước vĩ đại, hùng mạnh, cường tráng. Chúng ta sẽ giữ gìn ký ức này, và chúng ta sẽ giữ gìn sự kết nối của các thời đại, và tất cả những gì tốt đẹp nhất của lịch sử chúng ta sẽ truyền lại cho hậu thế. Thưa các công dân Nga! Chúng ta tin vào bản thân, tin vào khả năng thực sự cải biên và chuyển đổi của đất nước. Chúng ta có những mục tiêu chung, chúng ta muốn nước Nga của chúng ta trở thành một quốc gia tự do, thịnh vượng, giàu có, mạnh mẽ, văn minh, một quốc gia mà công dân tự hào và được thế giới tôn trọng. Trong những tháng gần đây, cả ở Moskva và trong các cuộc gặp gỡ ở các khu vực của Nga, tôi cảm nhận được sự thấu hiểu và ủng hộ của các bạn, và rất thường xuyên từ mọi người, từ những người dân giản dị nhất trên các quảng trường và đường phố của các thành phố, tôi đã nghe những lời lẽ rất bình dị mộc mạc nhưng rất đỗi quan trọng đối với tôi. Họ nói: "Chúng tôi tin ông, chúng tôi hy vọng ở ông, xin đừng lừa dối chúng tôi". Tôi có thể đảm bảo với các bạn rằng hành động của tôi sẽ chỉ được dẫn dắt từ lợi ích chung. Có thể sẽ không tránh khỏi sai lầm, vấp váp, nhưng điều tôi có thể hứa và cam kết, là tôi sẽ làm việc một cách công khai và trung thực. Tôi tin đó là nghĩa vụ thiêng liêng của mình để đoàn kết nhân dân Nga, tập hợp công dân xung quanh những mục tiêu và nhiệm vụ rõ ràng, và mỗi ngày, mỗi phút phải nhớ rằng chúng ta có một Tổ quốc, một dân tộc, chúng ta có một tương lai chung với các bạn. Xin cảm ơn! | ” |

## Chú thích

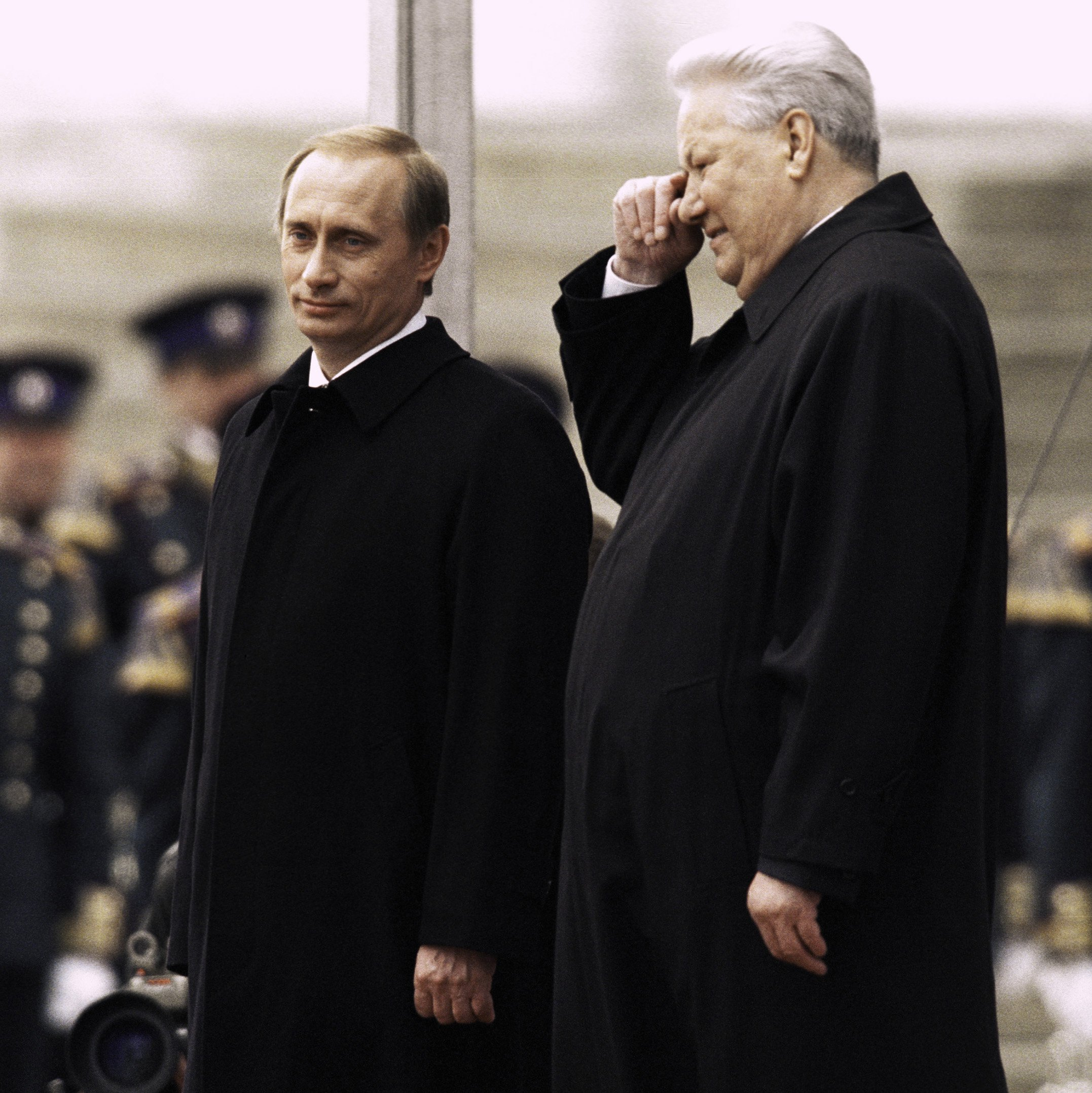
Ông Putin và ông Yeltsin trong lễ nhậm chức